# Kucałowa Hala

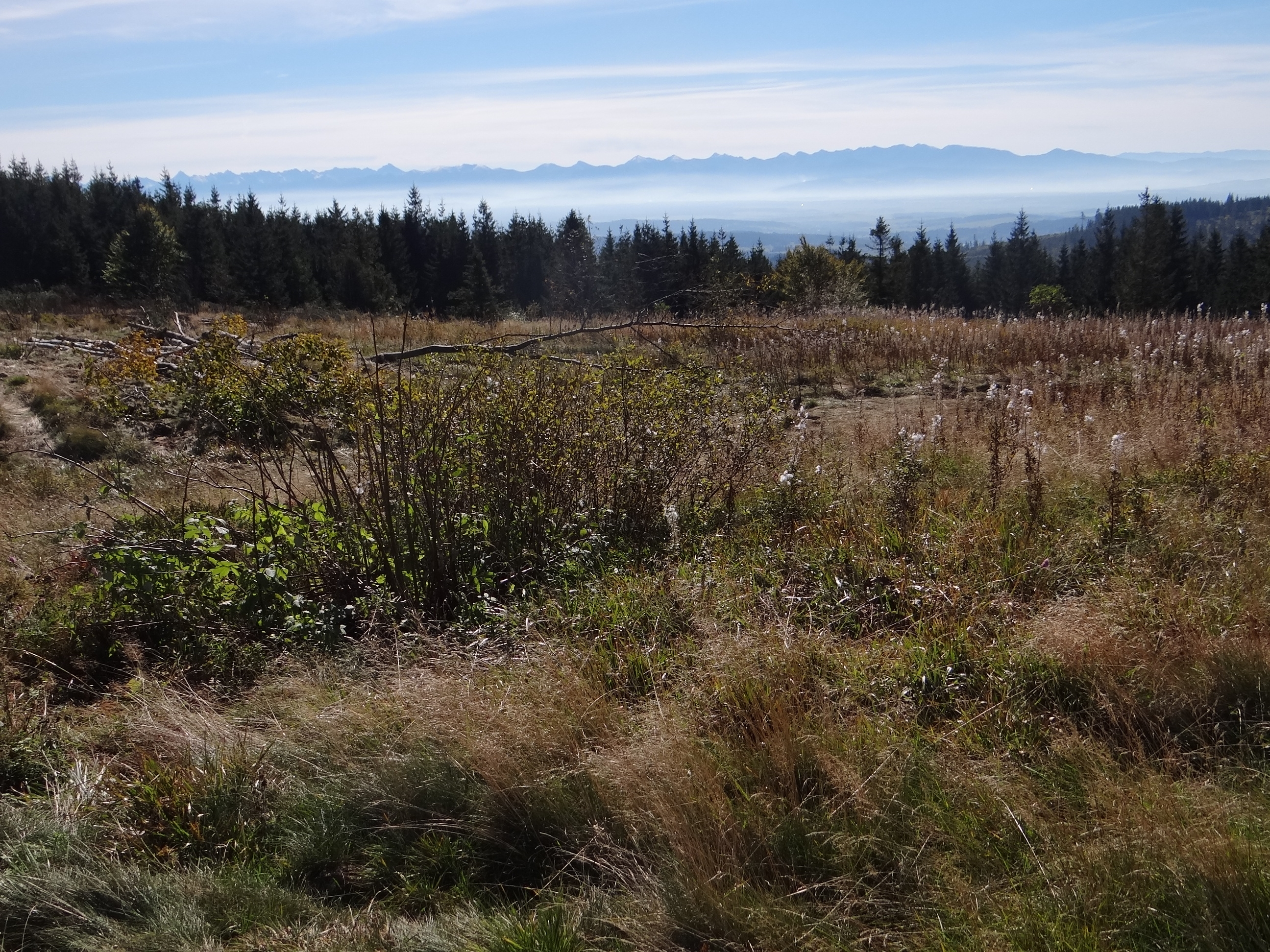
Hala Kucałowa i Sidzińskie Pasionki. Widok na Tatry

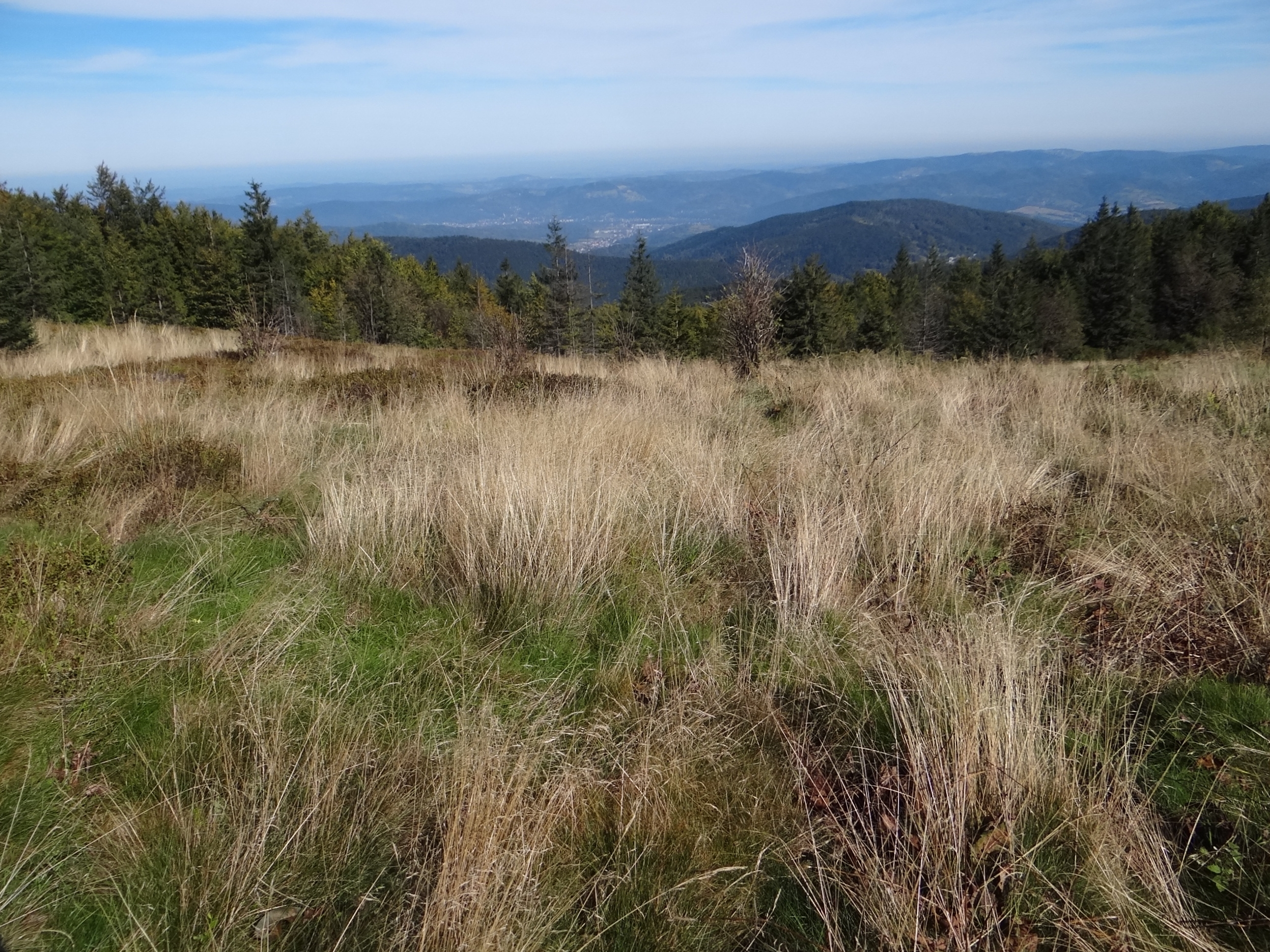
Hala Kucałowa i widok na dolinę Skawicy

Kucałowa Hala – dawna hala pasterska znajdująca się w Paśmie Policy. Pasmo to w regionalizacji fizycznogeograficznej Polski według Jerzego Kondrackiego zaliczane jest do Beskidu Żywieckiego, w nowszej regionalizacji z 2018 roku do Beskidu Żywiecko-Orawskiego.
Hala Kucałowa znajduje się w granicach wsi Skawica w województwie małopolskim, w powiecie suskim, w gminie Zawoja. Jej nazwa pochodzi od nazwiska właściciela (Kucała). Obejmuje północno-zachodnie, opadające do doliny Skawicy stoki Kucałowej Przełęczy oraz kopiaste wzniesienie Kociej Łapy. Stoki południowo-wschodnie należą do hali Sidzińskie Pasionki. Na tabliczkach szlaków turystycznych i czasami w literaturze turystycznej obydwie te hale nazywane są Halą Krupową. Jest to nazwa błędna, utworzona omyłkowo, właściwa Hala Krupowa znajduje się bowiem na południowych stokach pobliskiej Okrąglicy.
Ponieważ obydwie te hale (Kucałowa i Sidzińskie Pasionki) łączą się z sobą na grzbiecie, czasami nazywane są od większej z nich wspólną nazwą jako Hala Kucałowa. Obydwie były wypasane aż do lat 80. XX wieku. Stały na nich szałasy pasterskie, a na przełomie lat 70. i 80. XX wieku również drewniana bacówka -kaplica, wybudowana przez górali nielegalnie, wbrew ówczesnej władzy. Spłonęła. Po zaprzestaniu wypasu zaczyna się na halach naturalna sukcesja wtórna, początkowym etapem której jest zarastanie ich borówczyskami. Hala Kucałowa jest dobrym punktem widokowym. Panorama widokowa obejmuje Pasmo Jałowieckie i dolinę Skawicy, Beskid Makowski, Gorce i Tatry. Znajduje się na niej węzeł szlaków turystycznych.
Szlaki turystyczne
 Główny Szlak Beskidzki: Krowiarki – Polica – Kucałowa Przełęcz – Bystra Podhalańska:
- z Krowiarek 2;50 h, ↓ 2:40 h
- z Bystrej 4:05 h., ↓ 3:30 h

 PKS Sidzina Dom Dziecka – Hala Krupowa – Kucałowa Przełęcz. 3:30 h, ↓ 2:45 h
 Skawica – Sucha Góra – Kucałowa Przełęcz. 2:30 h, ↓  2 h
 Juszczyn – Kucałowa Przełęcz. 4:30 h, ↓  3:35 h
 Sidzina (Wielka Polana) – schronisko PTTK na Hali Krupowej. 1:15 h, ↓  1 h
 Zawoja Centrum – Sidzina:
- z Zawoi 3.20 h, ↓  2:35 h
- z Sidziny – Dom Dziecka 2;25 h, ↓  2 h